# الإعاقة في بليز
يعاني حوالي 35,000 شخص في بليز من الإعاقة. هناك جهود لزيادة الوعي حول الإعاقة في بليز ومكافحة الوصمة. تساعد العديد من المنظمات غير الحكومية، بما في ذلك الأولمبياد الخاص، في زيادة الوعي، وترعى الحكومة أسبوعًا سنويًا للإعاقة. الخدمات المقدمة للأشخاص ذوي الإعاقة محدودة، ومعظم مناطق البلاد لديها إمكانية وصول محدودة.

## التركيبة السكانية
تشير التقديرات إلى أن حوالي 35,000 شخص في بليز يعانون من إعاقة. يعاني حوالي 13 بالمائة من جميع البالغين في بليز من اضطراب نفسي. تُظهر التقديرات في عام 2009 أن حوالي 12,670 إلى 15,000 من سكان بليز صم. الأسباب الرئيسية لـالإعاقة البصرية في بليز هي الساد، والزرق، واعتلال الشبكية السكري.
ثلث الأطفال في بليز معرضون لخطر الإصابة بإعاقة أو اكتسابها. في عام 2000، أفيد أن حوالي 8.5 بالمائة من الأطفال ذوي الإعاقة يعانون من اضطراب في الكلام أو اضطراب في اللغة.
يستخدم الصم في بليز لغة الإشارة الأمريكية (ASL).

## السياسة
وزارة التنمية البشرية، والتحول الاجتماعي، وتخفيف حدة الفقر (MHDSTPA) هي الوكالة التي تعمل مع الأشخاص ذوي الإعاقة في بليز. تنفق وزارة الصحة حوالي 2 بالمائة من ميزانيتها على خدمات الصحة العقلية. لا يغطي نظام الرعاية الصحية الذي توفره الحكومة تصحيح البصر.
بالنسبة للأشخاص الذين يصابون بإعاقة بعد توظيفهم، تتوفر لهم معاشات، ومنح، ومزايا.
تروج وزارة التعليم للوعي بالقضايا التي يواجهها الأشخاص ذوو الإعاقة في بليز من خلال "أسبوع الإعاقة".

## المنظمات غير الحكومية
تعمل معظم المنظمات غير الحكومية التي تخدم الأشخاص ذوي الإعاقة في بليز بشكل مستقل ولا تنسق مع بعضها البعض غالبًا. التمويل محدود. يحق للمنظمات غير الحكومية المسجلة التي لديها شهادة صلاحية سارية المفعول المشاركة قانونيًا في انتخاب السناتور الذي يمثل المنظمات غير الحكومية في مجلس شيوخ بليز، والمعروف أيضًا بالسيناتور الثالث عشر.
تأسست وكالة المجتمع لإعادة التأهيل والتعليم في عام 2002 بعد أن لم تكن لدى حكومة بليز الموارد اللازمة لتقديم الخدمات للأشخاص ذوي الإعاقة. تقدم CARE خدمات إعادة التأهيل المجتمعية للأفراد في بليز وتركز على الأطفال والوعي بـفيروس نقص المناعة البشرية للأشخاص الذين يعانون من إعاقة بصرية أو صم.
بدأت جمعية بليز للأشخاص ذوي القدرات المتنوعة في توفير بطاقة تعريف وطنية لذوي الإعاقة في عام 2019. تسمح هذه البطاقات للأفراد بالوصول إلى خدمات خاصة لذوي الإعاقة في مواقع مشاركة مختلفة. تدافع BAPDA عن حقوق الأشخاص ذوي الإعاقة وتمارس الضغط على الحكومة بشأن هذه القضايا. كما أطلقت BAPDA حملة بعنوان "عش ودع غيرك يعيش" حيث يشارك الأشخاص ذوو الإعاقة تجاربهم مع التمييز.
بدأت الأولمبياد الخاص الدولي في الشراكة مع حكومة بليز في عام 2008. تساعد الأولمبياد الخاص في زيادة الوعي حول الأشخاص ذوي الإعاقة في بليز. تُقام ألعاب الأولمبياد الخاص خلال أسبوع التوعية بالإعاقة في بليز وتشمل سباقًا للشعلة في جميع أنحاء البلاد. في عام 2019، سجل 750 طفلاً من ذوي الإعاقة للمشاركة في الأولمبياد الخاص.
يمكن للأفراد الذين يحتاجون إلى تصحيح البصر الوصول إلى هذه الخدمات من خلال مؤسسة بليز لرعاية البصر. كان لدى البلاد أربعة أطباء عيون اعتبارًا من عام 2019، أحدهم يعمل في BCVI. تتوفر أيضًا خدمات الدعم للأطفال الذين يعانون من ضعف البصر، بما في ذلك التدخل المبكر.

## التشريعات
قانون الصحة العقلية لعام 1957 هو القانون المستخدم لتنظيم خدمات الصحة العقلية في البلاد. قد يتم وضع الأشخاص الذين يعتبرهم قاضٍ بأنهم يعانون من "اضطراب عقلي" في مستشفى للأمراض النفسية.
صادقت بليز على اتفاقية حقوق الأشخاص ذوي الإعاقة في 2 يونيو 2011.
اعتبارًا من عام 2018، لا توجد قوانين في بليز تمنع التمييز في التوظيف على أساس حالة الإعاقة.
لا يُسمح قانونًا للأشخاص الصم بالحصول على رخصة قيادة في بليز. لا يُسمح أيضًا قانونًا لـالمينونايت الصم بقيادة جرار.

## التعليم
أُدخل تعليم الصم في عام 1958، وتم تدريسه بـلغة الإشارة الأمريكية.
أُنشئت التربية الخاصة في بليز من قبل وزارة التعليم في عام 1991 أو 1994. أُعيدت تسمية وحدة التربية الخاصة هذه إلى المركز الوطني لمصادر التعليم الشامل (NaRCIE) في عام 2007. تم إنشاء سياسات تدعم الإدماج التعليمي وتتوافق مع اتفاقية حقوق الطفل وأيضًا مع اتفاقية حقوق الأشخاص ذوي الإعاقة، وتم توقيعها لتصبح قانونًا في عام 2000. ومع ذلك، فإن القدرة على تنفيذ هذه السياسات ليست متاحة دائمًا بسهولة. بالإضافة إلى ذلك، لم تُكتب سياسات التعليم الشامل للأطفال ذوي الاحتياجات الخاصة في القانون.
يعاني المعلمون الذين يحتاجون إلى شهادة في التربية الخاصة من موارد محدودة بسبب نقص التدريب المحلي في البلاد. ومع ذلك، يقوم مركز NaRCIE بتدريب المعلمين وأولياء الأمور على كيفية العمل مع الأطفال ذوي الاحتياجات الخاصة. يُقيم مركز NaRCIE ورش عمل منتظمة في جميع أنحاء البلاد لتلبية هذه الاحتياجات.
تأتي الأنواع الأخرى من الدعم المهني من ضباط الموارد المتنقلين (IRO) الذين يتم تدريبهم من قبل NaRCIE. يعمل ضباط الموارد المتنقلين مع الأطفال ذوي الاحتياجات الخاصة، ويقومون بتقييم تقدمهم وتحديد أهداف لتعليمهم.

## إمكانية الوصول

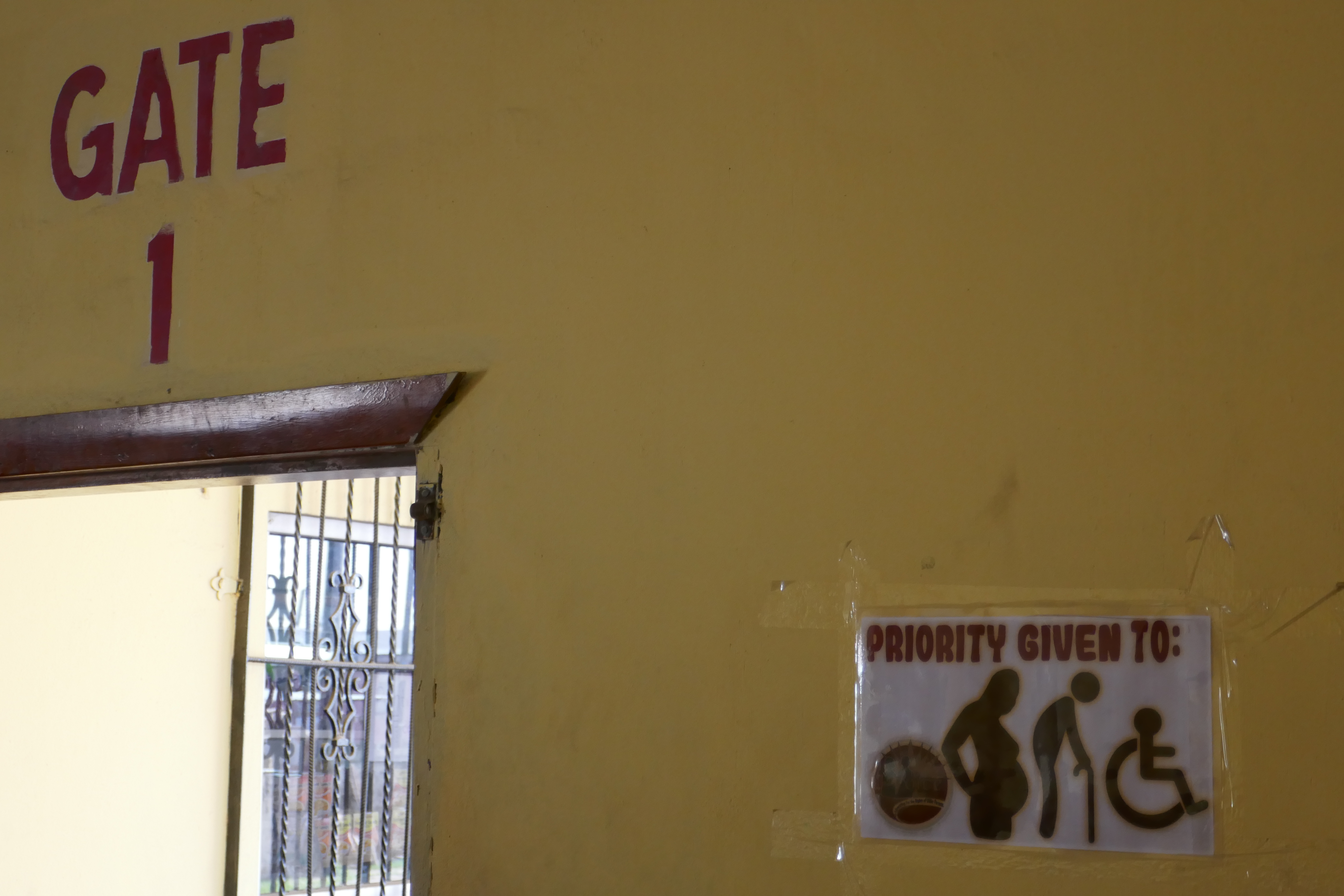
لافتة في محطة حافلات دانغريغا، 2018.

وفقًا لفرومرز، فإن بليز ليست سهلة الوصول للأشخاص ذوي الإعاقة. يكتب لونلي بلانيت أيضًا أن معظم المباني ودورات المياه في بليز غير مجهزة لاستيعاب الأشخاص ذوي الإعاقة.
حديقة حيوان بليز سهلة الوصول بالكامل للأشخاص ذوي الإعاقة.
غالبًا ما تكون المدارس غير مجهزة ماديًا لاستيعاب الطلاب ذوي الإعاقة.
لا توجد خدمة منتظمة لتوفير أطراف صناعية للأشخاص الذين يحتاجون إليها في بليز، ولا يوجد برنامج حكومي لمساعدة الأشخاص الذين يبحثون عن هذه التكنولوجيا. تُنشأ عيادات الأطراف الاصطناعية من قبل منظمات غير حكومية مثل جمعية بليز للأشخاص ذوي القدرات المتنوعة وبروستيتيك هوب إنترناشونال.
الوصول إلى العلاج الطبيعي وخدمات إعادة التأهيل الأخرى محدود للغاية حيث أن الموارد البشرية غير كافية. كشفت دراسة أجريت في عام 2020 أن أخصائيي العلاج الطبيعي في بليز يتميزون بتنوع كبير في العرق والتدريب. وبشكل جماعي، قلة منهم حاصلون على درجة الماجستير أو الدكتوراه، ولكن معظمهم لديهم سنوات عديدة من الخبرة السريرية والتعليم والتدريب الإضافي. بينما يعتبر 16 العلاج الطبيعي مهنتهم الأساسية، فإن أقل من النصف مرخصون رسميًا من قبل وزارة الصحة في بليز لممارسة المهنة. إنهم رواد أعمال ونشطون في رعاية المرضى المباشرة، وعادة ما يعملون من الاثنين إلى الجمعة في العيادات الخارجية الخاصة وأماكن الرعاية الصحية المنزلية داخل المناطق ذات الكثافة السكانية العالية في بليز. يعتقد معظم أخصائيي العلاج الطبيعي في بليز أن هناك حاجة لمزيد من الوعي والاستثمار الحكومي حتى يتمكن المزيد من الأشخاص من الوصول إلى خدمات العلاج الطبيعي لتحسين المجتمع. (مرجع: هارتمان ج.، جونسون إل.جيه.، هولدر تي. العلاج الطبيعي في بليز الأول. تحليل وصفي للقوى العاملة في العلاج الطبيعي في بليز. BJM 2021، 10(2):3-11.)

## المواقف الثقافية
غالبًا ما يشعر الآباء أن إنجاب أطفال صم هو علامة على عقاب إلهي. وفقًا لدراسة أجريت عام 2005 حول الأطفال ذوي الإعاقة في بليز، وُجد أن هؤلاء الأطفال تعرضوا لـالإساءة والإهمال، بما في ذلك ربطهم وضربهم. لم يتم توفير الرعاية الكافية للكثيرين من قبل عائلاتهم، خاصة في الحالات التي كان لدى الأسرة أكثر من طفل واحد من ذوي الإعاقة. يجد العديد من الأطفال ذوي الإعاقة، عند دمجهم في الفصول الدراسية مع أطفال آخرين، أنفسهم يواجهون الوصمة. لا يُسمح أحيانًا للأطفال الصم بالالتحاق بالمدرسة أو لا يُشجعون على ذلك.
بسبب انخفاض معدلات محو الأمية، غالبًا ما يكون الصم غير قادرين على استخدام الكتابة للتواصل مع الأفراد الذين لا يعرفون لغة الإشارة.